# Municipalità locale di Kwa-Sani
La municipalità locale di Kwa-Sani (in inglese Kwa-Sani Local Municipality) è stata una municipalità locale del Sudafrica appartenente alla municipalità distrettuale di Harry Gwala, nella provincia di KwaZulu-Natal. In base al censimento del 2001 la sua popolazione era di 15.309 abitanti.
È stata soppressa nel 2016, quando si è fusa con la municipalità locale di Ingwe per costituire la municipalità locale di Dr Nkosazana Dlamini-Zuma.
La sede amministrativa e legislativa era la città di Himeville e il suo territorio si estendeva su una superficie di 1.180 km² ed il suo codice di distretto era KZN432.

## Geografia fisica

### Confini
La municipalità locale di Kwa-Sani confinava a nord con quella di Impendle (Umgungundlovu), a est con quella di Ingwe a sud con quelle di Umzimkhulu e Greater Kokstad e a ovest con il District Management Areas KZDMA43.

### Città e comuni
- Batlokoa
- Coleford
- Himeville
- Isiminza
- Nxamalala
- Pevensey
- Underberg
- Vergelegen Nature Riserve

### Fiumi
- Boesmans
- Ndawana
- Ngwangwane
- Mkhomazana
- Pholena

### Dighe
- Loch Mcvey
- Minay's Dam
- Mingay's Dam
- Roy Aldous Dam
- Titren's Dam
- Vaughan's Dam